# Lophocalama suffusa
Lophocalama suffusa är en fjärilsart som beskrevs av Lucas 1894. Lophocalama suffusa ingår i släktet Lophocalama och familjen nattflyn. Inga underarter finns listade i Catalogue of Life.